# Американо-сингапурские отношения
Американо-сингапурские отношения — двусторонние дипломатические отношения между США и Сингапуром.

## История
В 1965 году Соединённые Штаты признали независимость Сингапура от Малайзии, в следующем году между странами были установлены дипломатические отношения. Усилия Сингапура по поддержанию экономического роста, политической стабильности и регионального сотрудничества, гармонируют с политикой США в регионе и образуют прочную основу для дружеских отношений между двумя странами. В начале 2012 года США и Сингапур провели первое заседание Стратегического диалога партнёрства, а затем совещание министров, на котором были разработаны новые механизмы для дальнейшего укрепления партнёрства и сотрудничества на благо стран Азиатско-Тихоокеанского региона. В Сингапуре проживает большое количество американских граждан, в то же время многие сингапурцы учатся в образовательных учреждениях Соединённых Штатов.

## Торговля
У Соединённых Штатов есть двустороннее соглашение о свободной торговле с Сингапуром. США являются одним из крупнейших иностранных инвесторов в экономику Сингапура, более чем 1500 американских фирм представлены в этой азиатской стране. Сингапурцы могут находиться без визы в Соединённых Штатах 90 дней.